# Stalin vs. Martians
Stalin vs. Martians è un videogioco strategico in tempo reale sviluppato dalla Black Wing Foundation, dalla Dreamlore e dalla N-Game, pubblicato il 29 aprile 2009. Il gioco è una parodia dei giochi di strategia sulla seconda guerra mondiale, e utilizza un umorismo surreale.

## Accoglienza
Il gioco ha ricevuto critiche durissime dalla stampa, tra queste Gamespot che ha dato un voto di 1.5/10 al gioco considerandolo "forse il peggiore videogioco strategico in tempo reale mai creato."